# Arco della Riunificazione

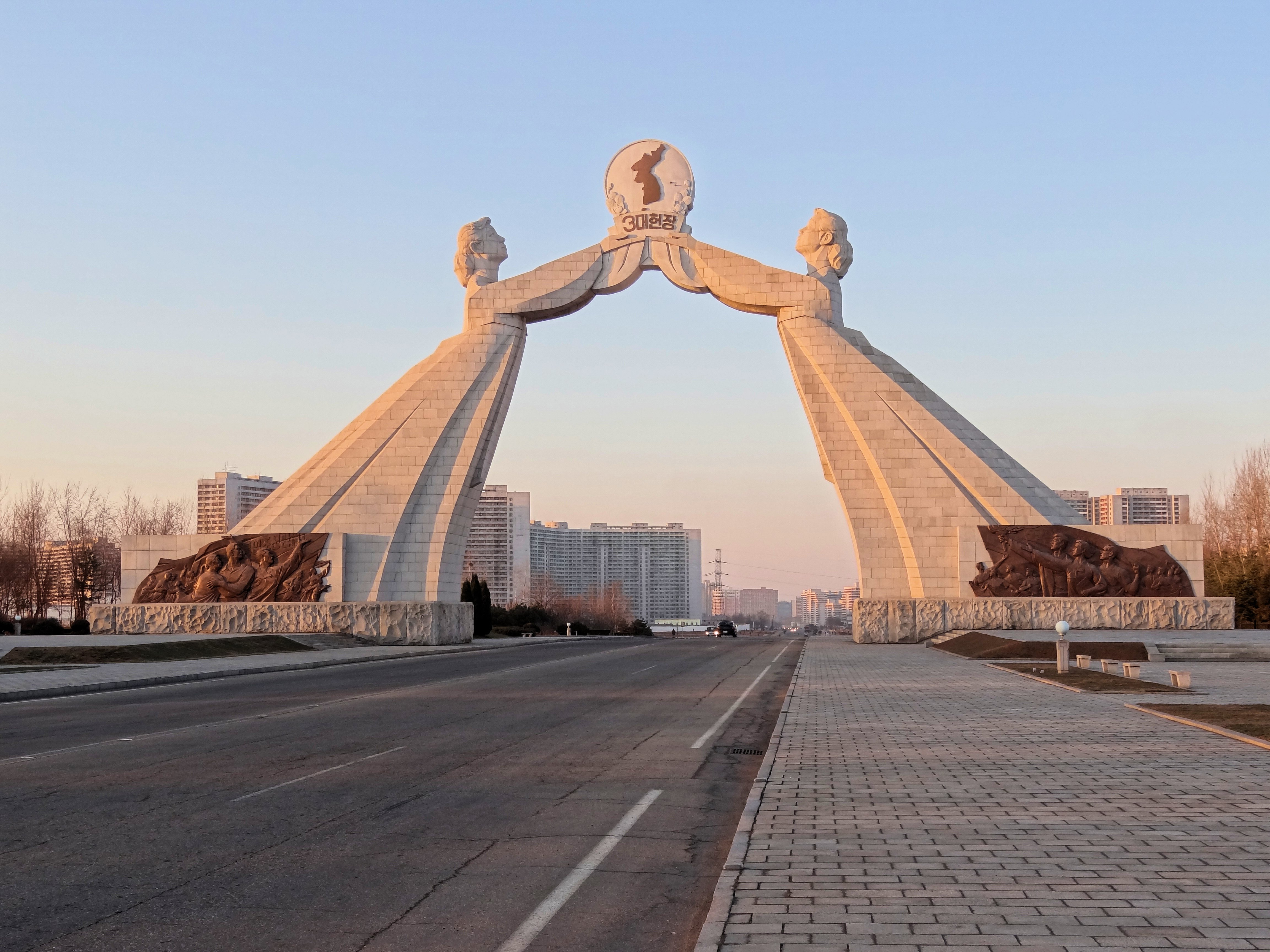
L'Arco della Riunificazione nel 2014

L'Arco della Riunificazione, nome ufficiale Monumento alla Carta dei Tre Punti per la Riunificazione Nazionale (조국통일3대헌장기념탑?, 祖國統一三大憲章紀念塔)?, Choguk T'ongil Samtae Hŏnjang Kinyŏmt'ap oppure Joguk Tongil Samdae Heonjang GinyeomtapLR) era un arco di trionfo situato nella parte sud del territorio di Pyongyang, la capitale della Corea del Nord. Inaugurato nell'agosto 2001, intendeva celebrare gli sforzi del governo nordcoreano tesi a conseguire la riunificazione della penisola.
La struttura era in calcestruzzo armato rivestita di granito bianco ed era modellata nella forma di due figure femminili vestite in abito tradizionale, protese l'una verso l'altra, che reggevano l'emblema della Carta dei Tre Punti (in coreano 3대헌장, il protocollo d'intenti stilato nel 1972 per addivenire alla caduta della frontiera col sud) e un globo con l'immagine della penisola di Corea unita, cinto da due fiori di Magnolia sieboldii (uno dei simboli nazionali coreani). L'arco sovrappassava l'autostrada della riunificazione, che collega Pyongyang alla Zona demilitarizzata coreana.
Alla base del monumento vi erano due gruppi scultorei bronzei, raffiguranti i cittadini di Corea del Nord e Corea del Sud che corrono gli uni verso gli altri, oltre a varie frasi incise su pietra inneggianti alla riunificazione.

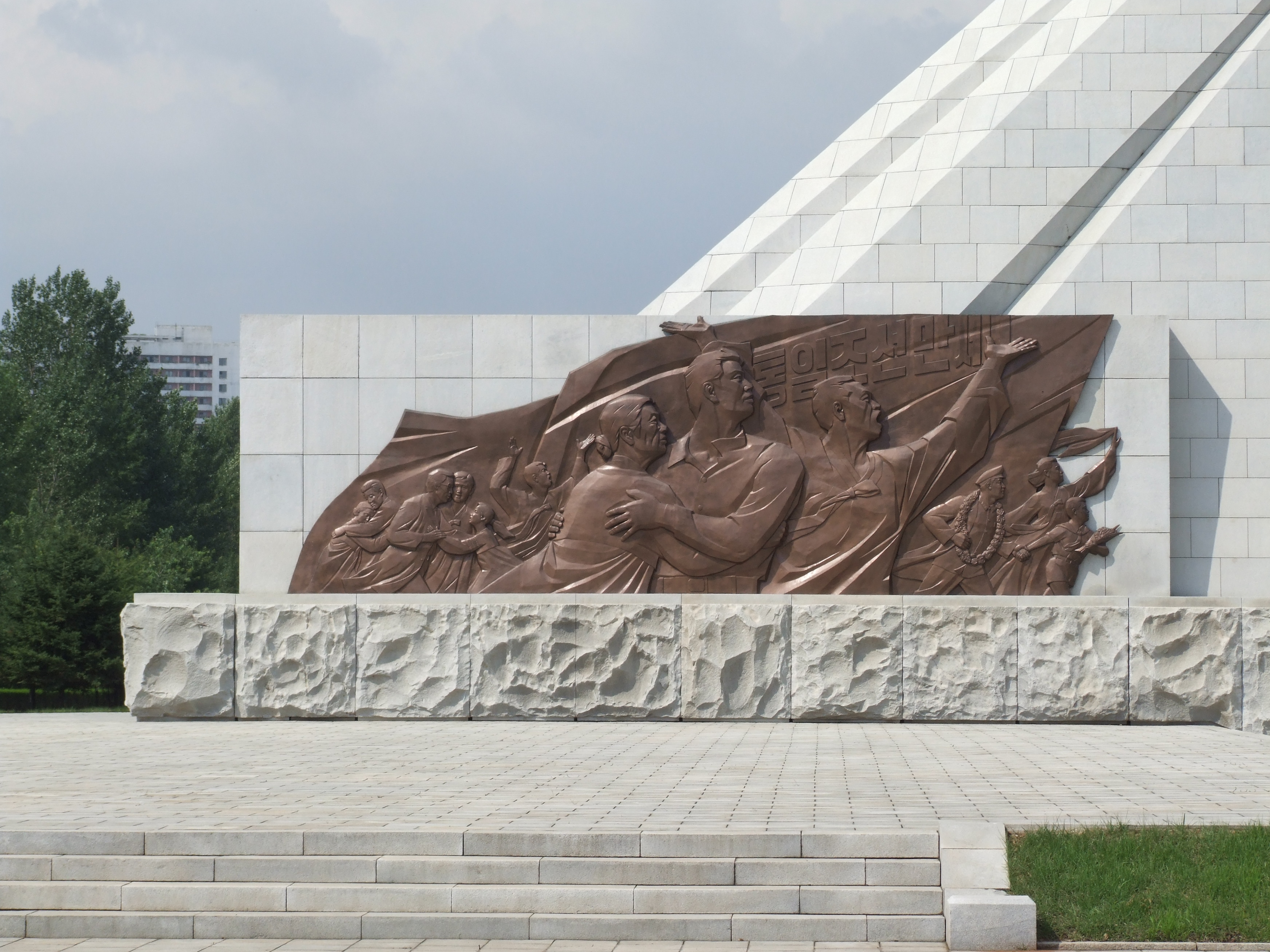
Gruppo scultoreo del basamento.
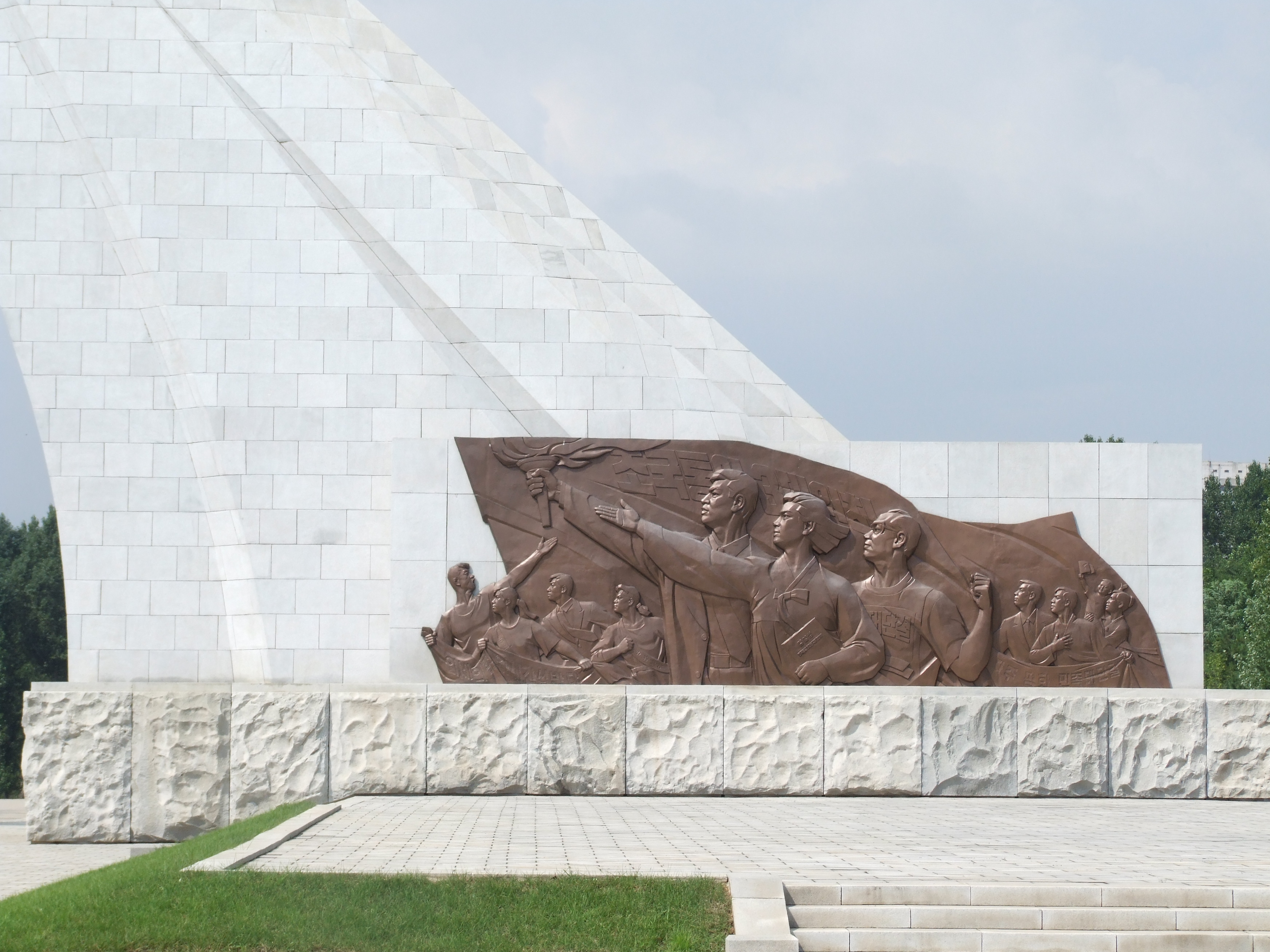
Gruppo scultoreo del basamento.
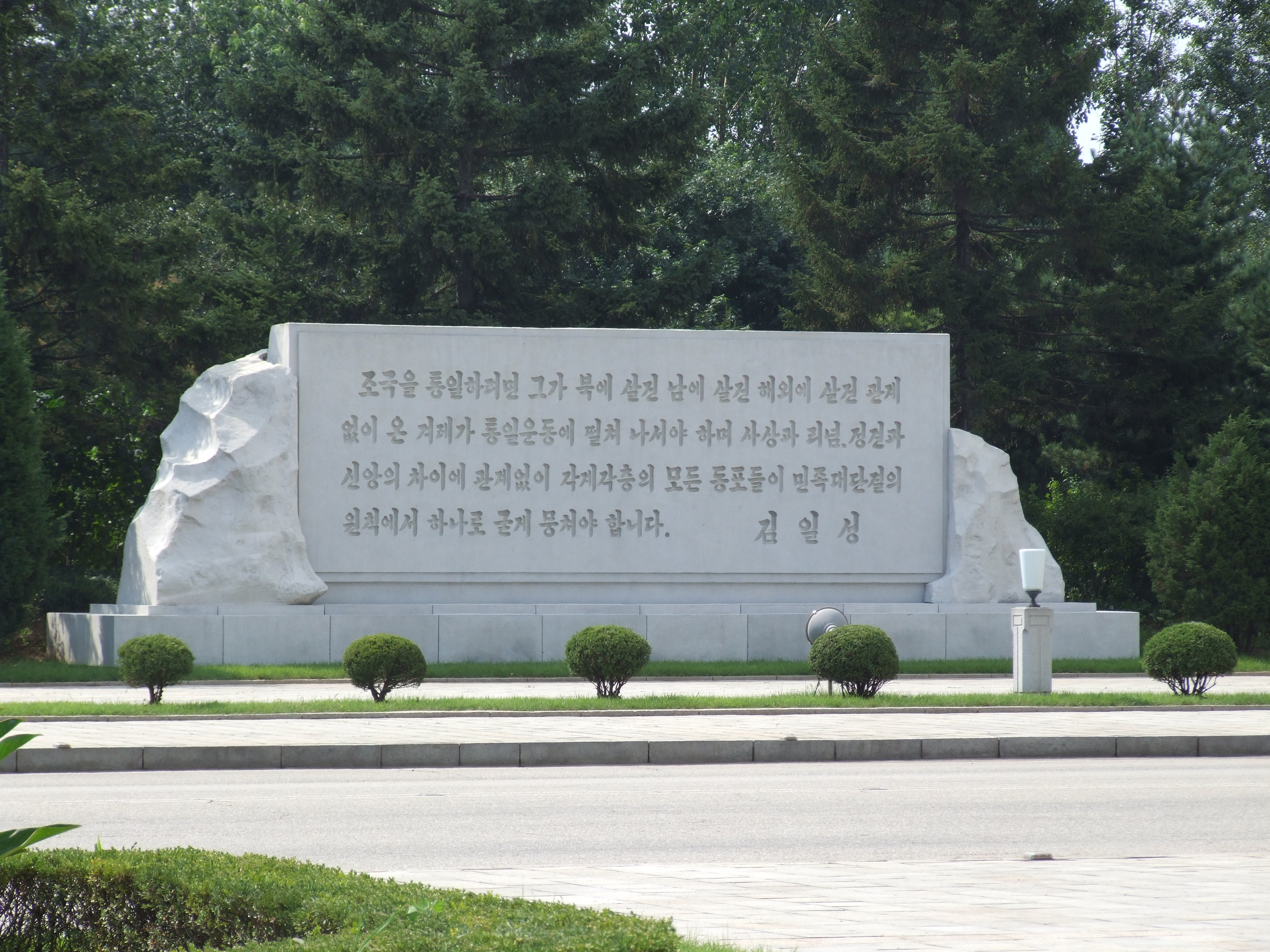
Stele posta presso il monumento, con una frase di Kim Il-sung.
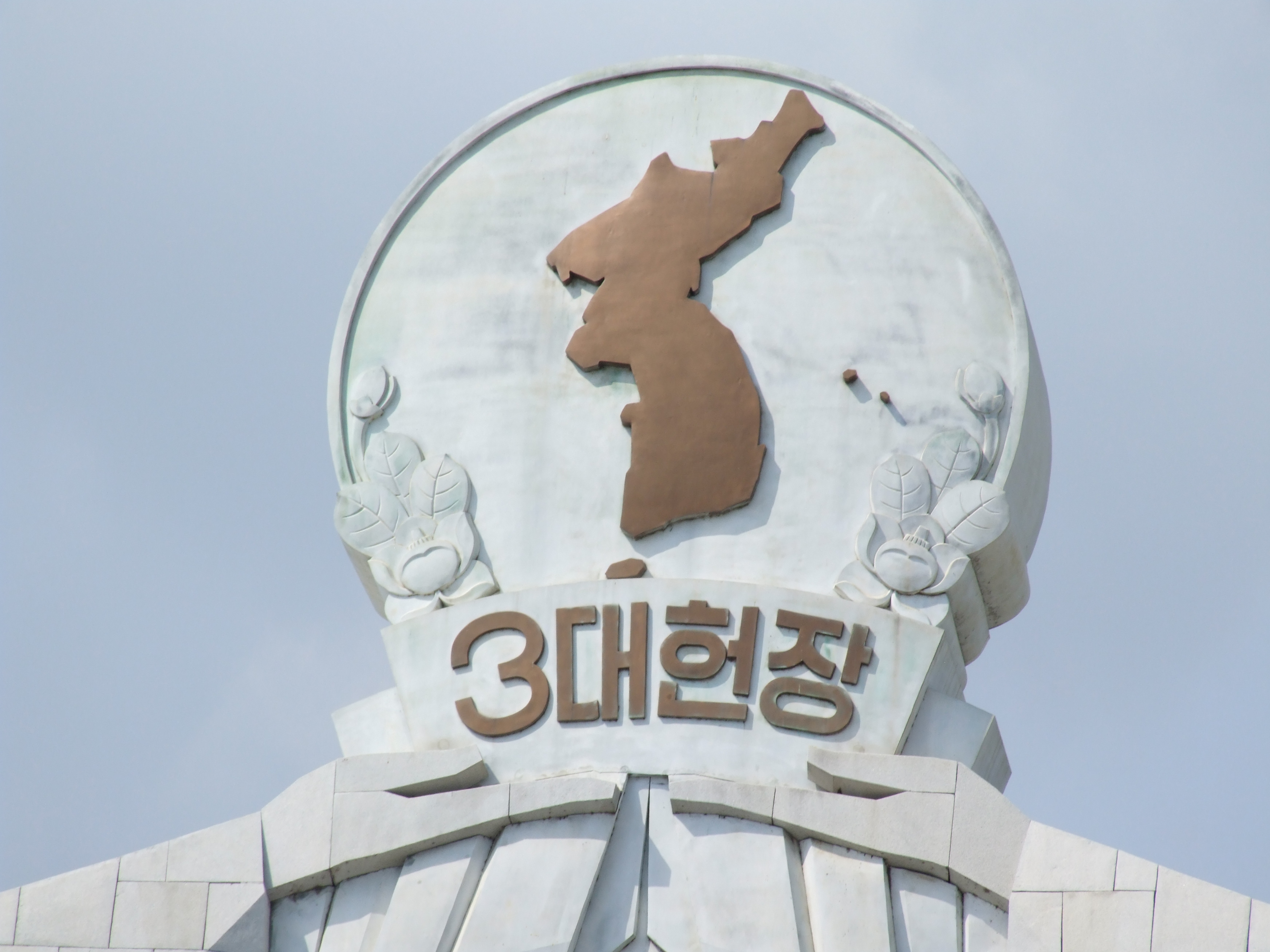
Primo piano sull'emblema della riunificazione coreana.

Nel gennaio 2024, Kim Jong-un ha chiesto la distruzione del monumento a causa della rottura dei rapporti diplomatici con il Sud e della vecchia politica di riunificazione pacifica.
Secondo un'immagine satellitare, il monumento è stato demolito tra il 19 e il 23 gennaio 2024 nonostante non ci siano state conferme da parte del governo nordcoreano. La notizia è stata ulteriormente confermata dal Ministero dell'unificazione della Corea del Sud il 24 gennaio 2024.